# Симкино (Великоберезниківський район)
Си́мкино (рос. Симкино, ерз. Симкина веле) — село у складі Беликоберезниківського району Мордовії, Росія. Адміністративний центр Симкинського сільського поселення.
У селі народився Герой Радянського Союзу Зінов Микола Володимирович (1924-1999).

## Населення
Населення — 399 осіб (2010; 498 у 2002).
Національний склад (станом на 2002 рік):
- ерзяни — 96 %